# День памяти жертв депортации калмыцкого народа
День памяти жертв депортации калмыцкого народа — государственная памятная дата Калмыкии. Памятный день посвящён памяти жертв депортации калмыков. День памяти жертв депортации является нерабочим днём на всей территории Калмыкии. Отмечается ежегодно 28 декабря.

## История
День памяти соотносится с вышедшим 28 декабря 1943 года Постановлением Совета народных комиссаров СССР «О выселении калмыков, проживающих в Калмыцкой АССР» и началом операции «Улусы», во время которой 28 — 29 декабря 1943 года проводилась массовая депортация калмыков в Сибирь. Накануне 27 декабря вышел Указ Президиума Верховного Совета СССР «О ликвидации Калмыцкой АССР и образовании Астраханской области в составе РСФСР».
Согласно Н. Жуковской следствием депортации стала гибель более 1/3 части калмыцкого народа. Согласно другим источникам во время депортации и последующей ссылки погибло около половины калмыцкого народа.
Памятная дата была установлена 12 октября 2004 года Народным Хуралом (Парламентом) Республики Калмыкии «Законом о праздничных и памятных датах Республики Калмыкии» от 13 октября 2004 года.
В этот день в Калмыкии проводятся различные скорбные мероприятия, посвящённые памяти погибшим и пострадавшим во время депортации. В частности, около памятника Исход и Возвращение в Элисте проводятся траурные церемонии с участием представителей государственной власти и жителей города.
Также в День памяти жертв депортации калмыцкого народа на один день отключается FM-вещание музыкальных радиостанций.